# Arthur Herr
Arthur Herr (* 20. srpna 1891, Olomouc – 17. říjen 1986, Sondelfingen, Německo) byl německý knihovník a osvětový pracovník.

## Životopis
Vystudoval německou reálku v Olomouci a mezi léty 1908–1915 studoval germanistiku a romanistiku na Vídeňské univerzitě. V letech 1921–1925 řídil německou městskou knihovnu v Olomouci a mezi léty 1925–1945 řídil Městské muzeum ve Varnsdorfu a pracoval zde i jako knihovník. Byl vysídlen do sovětské okupační zóny, kde se věnoval organizování knihovnictví v Durynsku. V roce 1948 přesídlil do americké okupační zóny. V letech 1954–1965 pracoval pro Collegium Carolinum, pro které zpracovával hesla do biografického slovníku Biographisches Lexikon zur Geschichte der böhmischen Länder.

## Dílo
- Das Büchereigesetz und unsere Büchereibewegung. Eger 1919.
- Offenes Schreiben an den Herrn Außenminister Dr. Kamil Krofta. Warnsdorf 1936.
- Die Aufgaben der „Gesellschaft für deutsche Volksbildung“. Reichenberg 1937.
- Sudetendeutsches Erbe und großdeutsche Schule. Reichenberg 1940.